# 쥬논
쥬논은  대한민국의 판타지 소설 작가이다.

## 작품
- 이탄 카카오 페이지 완결
- 하라간 1~15권 완결
- 샤피로 1권 ~ 14권 완결
- 흡혈왕 바하문트 12권 완결
- 규토대제 9권 완결
- 천마선 11권 완결
- 앙신의 강림 15권 완결

적룡왕 중단